# Solenopsis longiceps
Solenopsis longiceps är en myrart som beskrevs av Auguste-Henri Forel 1907. Solenopsis longiceps ingår i släktet eldmyror, och familjen myror.

## Underarter
Arten delas in i följande underarter:
- S. l. barbara
- S. l. longiceps